# Karen Finney

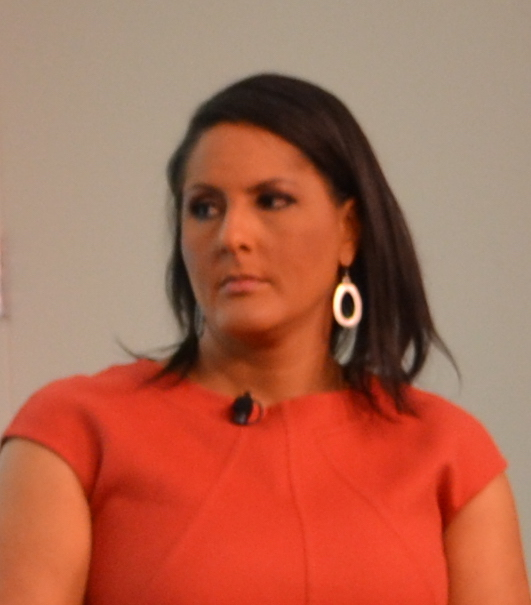
Karen Finney (2015)

Karen Finney (15 augustus 1967) is een Amerikaanse politiek consultant en commentator.
Finney was commentator voor t.v.-zender MSNBC en presenteerde er het nieuwsprogramma Disrupt with Karen Finney. In 2016 was zij de strategische directeur communicatie en woordvoerster voor de presidentiële campagne van Hillary Clinton. Sinds begin 2019 is zij politiek commentator voor CNN.

## Afkomst en opleiding
Finney werd geboren in New York als dochter van een Afro-Amerikaanse vader, werkzaam als mensenrechtenadvocaat en een blanke moeder, die onderhandelde voor de vakbonden. Via haar moeders afstamming is ze familie van een generaal uit de Burgeroorlog, Robert E. Lee. Als kind verhuisde zij met haar moeder naar Californië. Zij studeerde aan de UCLA-universiteit in Los Angeles.

## Carrière
Finney was vier jaar werkzaam als woordvoerder en directeur Communicatie van het Democratisch Nationaal Comité (DNC). Zij schreef ook voor The Hill en was commentator voor Politico, MSNBC en The Huffington Post.
Finney was begin negentiger jaren werkzaam als as perschef voor Hillary Clinton. Vervolgens stapte ze over naar de particuliere sector, waar zij actief was in de marketing van de uitgeverij voor onderwijsmateriaal Scholastic Corporation.
In 2001 gaf zij leiding aan het crisismanagement ten behoeve van het Stedelijk Departement voor Onderwijs van New York. Ook werkte zij in 2004 voor politiek adviseur Elizabeth Edwards tijdens de presidentiële campagne van haar man, de Democratische senator John Edwards.
Op 2 april 2013 werd bekendgemaakt dat Finney een weekendnieuwsprogramma met de titel  Disrupt with Karen Finney op de t.v.-zender MSNBC zou gaan presenteren. Op 5 juni volgde het bericht dat Finney's programma was afgelast.
Op 25 november 2014 trad Finney als vennoot en consultant toe tot de waak-instantie voor media Media Matters.
Op 6 april 2015 maakte CNN bekend dat zij was geselecteerd als strategisch communicatieadviseur en woordvoerder van de presidentiele campagne van Hillary Clinton.
Op 6 januari 2019 debuteerde Finney als politiek commentator op CNN.